# Alouette (oiseau)
Pour les articles homonymes, voir Alouette.
Taxons concernés
- Famille :
  - Alaudidae (dont des alouettes)
- 14 genres et 76 espèces
  - Voir textemodifier

Alouette est le nom que la Commission internationale des noms français des oiseaux (mise à jour) donne à 76 espèces d'oiseaux tous membres des genres de la famille des Alaudidae (ordre des Passeriformes). 
Ces oiseaux sont regroupés en 13 (ou 14) genres qui sont :
- Alauda
- Calandrella
- (Calendulauda)
- Certhilauda
- Chersomanes
- Eremalauda
- Eremophila
- Heteromirafra
- Lullula
- Melanocorypha
- Mirafra
- Pinarocorys
- Ramphocoris
- Spizocorys

Certaines espèces présentent une sensibilité inhabituelle à la lumière (Cf. « miroir aux alouettes ») le jour, et semblent lors de leurs migrations saisonnières (nocturnes) attirées par les halos lumineux des conurbations, qui contribuent au phénomène dit de pollution lumineuse. Le chant de l'alouette est dit grisolle.

## Habitat
Les alouettes vivent habituellement en terrain découvert, nichant à même le sol. Les alouettes sont en déclin en France et perdent chaque année 1 % à 2 % de leurs effectifs.

## Reproduction
La femelle construit le nid et se charge de presque toute la période d'incubation. Le mâle participe au nourrissage des oisillons.

## Liste des espèces
Les espèces dites « alouettes » sont :
- Alouette à ailes rousses - Mirafra erythroptera
- Alouette à bec rose - Spizocorys conirostris
- Alouette à collier - Amirafra collaris
- Alouette à dos roux - Calendulauda erythrochlamys ou Certhilauda erythrochlamys
- Alouette à long bec - Certhilauda curvirostris
- Alouette à nuque rousse - Corypha africana
- Alouette à ongles courts - Certhilauda chuana
- Alouette à poitrine rose - Calendulauda poecilosterna ou Mirafra poecilosterna
- Alouette à queue blanche - Mirafra albicauda
- Alouette à queue rousse - Pinarocorys erythropygia
- Alouette abyssinienne - Calendulauda alopex ou Mirafra alopex
- Alouette bateleuse - Corypha apiata
- Alouette bilophe - Eremophila bilopha
- Alouette bourdonnante - Amirafra rufocinnamomea
- Alouette brune - Pinarocorys nigricans
- Alouette calandre - Melanocorypha calandra
- Alouette calandrelle - Calandrella brachydactyla
- Alouette cendrille - Calandrella cinerea
- Alouette chanteuse - Mirafra cantillans
- Alouette d'Angola - Amirafra angolensis
- Alouette d'Archer - Heteromirafra archeri
- Alouette d'Ash - Mirafra ashi
- Alouette d'Assam - Plocealauda assamica
- Alouette de Barlow - Calendulauda barlowi ou Certhilauda barlowi
- Alouette de Beesley - Chersomanes beesleyi
- Alouette de Benguela - Certhilauda benguelensis
- Alouette de Birmanie - Plocealauda microptera
- Alouette de Blanford - Calandrella blanfordi
- Alouette de Botha - Spizocorys fringillaris
- Alouette de Clot-Bey - Ramphocoris clotbey
- Alouette de Dunn - Eremalauda dunni
- Alouette de Friedmann - Mirafra pulpa
- Alouette de Gillett - Calendulauda gilletti
- Alouette de Hume - Calandrella acutirostris
- Alouette de Java - Mirafra javanica
- Alouette de l'Agulhas - Certhilauda brevirostris
- Alouette de Mongolie - Melanocorypha mongolica
- Alouette de Razo - Alauda razae
- Alouette de Rudd - Heteromirafra ruddi
- Alouette de Sclater - Spizocorys sclateri
- Alouette de Somalie - Corypha somalica
- Alouette de Stark - Spizocorys starki ou Eremalauda starki
- Alouette de Swinhoe - Calandrella cheleensis
- Alouette de Williams - Mirafra williamsi
- Alouette d'Érard - Heteromirafra sidamoensis
- Alouette d'Erlanger - Calandrella erlangeri
- Alouette des champs - Alauda arvensis
- Alouette d'Indochine - Plocealauda erythrocephala
- Alouette d'Obbia - Spizocorys obbiensis
- Alouette du Degodi - Mirafra degodiensis
- Alouette du Dekkan - Plocealauda affinis
- Alouette du Karoo - Calendulauda albescens ou Certhilauda albescens
- Alouette du Kordofan - Mirafra cordofanica
- Alouette du Namaland - Certhilauda subcoronata
- Alouette du Tibet - Melanocorypha maxima
- Alouette du Transvaal - Certhilauda semitorquata
- Alouette éperonnée - Chersomanes albofasciata
- Alouette fasciée - Corypha fasciolata
- Alouette fauve - Calendulauda africanoides ou Mirafra africanoides
- Alouette ferrugineuse - Calendulauda burra ou Certhilauda burra
- Alouette gulgule - Alauda gulgula
- Alouette hausse-col - Eremophila alpestris
- Alouette leucoptère - Alauda leucoptera
- Alouette lulu - Lullula arborea
- Alouette malgache - Mirafra hova
- Alouette masquée - Spizocorys personata
- Alouette mélodieuse - Mirafra cheniana
- Alouette monotone - Mirafra passerina
- Alouette monticole - Melanocorypha bimaculata
- Alouette nègre - Melanocorypha yeltoniensis
- Alouette pispolette - Calandrella rufescens
- Alouette polyglotte - Corypha hypermetra
- Alouette raytal - Calandrella raytal
- Alouette roussâtre - Calandrella somalica
- Alouette rousse - Calendulauda rufa
- Alouette sabota - Calendulauda sabota ou Mirafra sabota

## Évocations artistiques
Le compositeur russe Mikhaïl Glinka compose une pièce intitulée L'alouette (en russe : Жаворонок), numéro 10 de son œuvre lyrique en douze parties Adieu à Saint-Pétersbourg (en russe : Прощание с Петербургом). Arrangée pour piano seul par Mili Balakirev, il s'agit d'une œuvre romantique qui est de nos jours une pièce de choix pour les Encores, notamment depuis les performances de Ievgueni Kissine.